# Modèle de table CALS
Le modèle de table CALS est un standard de représentation des tables en SGML/XML. Il a été développé dans le cadre de l'initiative CALS du département de la défense des États-Unis

## Histoire et raison d'être
Le modèle de table CALS a été développé par le groupe de pilotage industrie CALS Electronic Publishing Committee (EPC). 
Le sous-comité EPC, dont Harvey Bingham était coprésident et un contributeur majeur, a conçu le modèle de table CALS en 1989-1990. L'EPC était composé de représentants de services de l'industrie et de l'armée. Certains représentaient les agences traditionnelles d'impression des documents militaires. D'autres représentaient des organisations de publication électronique. SGML lui-même était nouveau. À ce moment, l'intention de CALS pour tous leurs manuels techniques était d'utiliser cette définition de type de document pour parvenir à une interopérabilité neutre vis-à-vis du système entre le contenu et la structure.
Le fondement était une description minimale et un exemple de table de la spécification antérieure Mil-M-38784B pour la production de manuels techniques. La spécification incomplète de la sémantique associée au modèle de table autorisait trop de liberté pour l'interprétation du fournisseur, et avait pour conséquence des problèmes d'interopérabilité. SGML-Open (devenu OASIS) a sondé les fournisseurs qui l'implémentaient pour identifier les différences, ce qui a constitué la première étape vers une interprétation commune. L'étape suivante a été la mise à jour du modèle de table CALS DTD et de la sémantique. Les deux sont maintenant disponibles de la part d'OASIS.
Alors que l'on développait les mises en œuvre du modèle de table CALS, un certain nombre d'ambiguïtés et d'omissions ont été détectées et indiquées au comité EPC. Les différences d'interprétation ont conduit à de sérieux problèmes d'interopérabilité. Pour surmonter ces différences, 
OASIS a identifié un sous-ensemble du modèle de table CALS complet qui avait de fortes chances d'assurer l'interopérabilité parmi les produits des fournisseurs d'OASIS. Ce sous-ensemble est le Exchange Table Model DTD.